# Aquis subcrenulata
Aquis subcrenulata är en fjärilsart som beskrevs av Embrik Strand 1917. Aquis subcrenulata ingår i släktet Aquis och familjen trågspinnare. Inga underarter finns listade i Catalogue of Life.